# Piazza Cavour (Napoli)
Piazza Camillo Benso Conte di Cavour, comunemente detta piazza Cavour (e anticamente nota come Largo delle Pigne) è una piazza del centro storico di Napoli, situata tra i quartieri Stella e San Lorenzo.
La piazza, nella quale sboccano tra le varie strade via Foria e via Costantinopoli e a brevissima distanza dal Museo Archeologico Nazionale, è costituita per grandissima parte da giardini che occupano in lunghezza tutta la parte centrale, inglobando le due stazioni della metropolitana poste ai limiti laterali della piazza e la fontana del Tritone.

## Storia
L'antico largo delle pigne veniva detto in tale maniera per la presenza di pini (in napoletano 'e pigne) ed era, come Foria, un gran collettore di acque piovane che discendevano dalle varie colline fuori le mura.
Su di esso affacciavano sin dall'antichità le mura settentrionali della città e l'antica porta San Gennaro, detta così perché conduceva alle catacombe dove riposavano in precedenza le spoglie del santo martire.
In questo largo si stabilì parte dell'esercito di Belisario durante l'assedio di Napoli e per porta San Gennaro quella legione entrò nella città.
Nel XVII secolo, precisamente nel 1537 fu eseguito l'ampliamento delle mura verso l'esterno, promosso da Don Pedro di Toledo. È in questo periodo che si costruiscono i primi edifici nella zona, in particolare il Palazzo della Cavallerizza (oggi Museo Archeologico Nazionale) e la zona bassa della Stella, detta le Cavaiole perché vi risiedevano le famiglie di quei della Cava (cioè Cava De' Tirreni), raggiungibile tramite un ponte costruito nell'ambito dell'edificazione della porta di Costantinopoli, il quale scavalcando il fossato collegava la zona con la porta e quindi con la città.

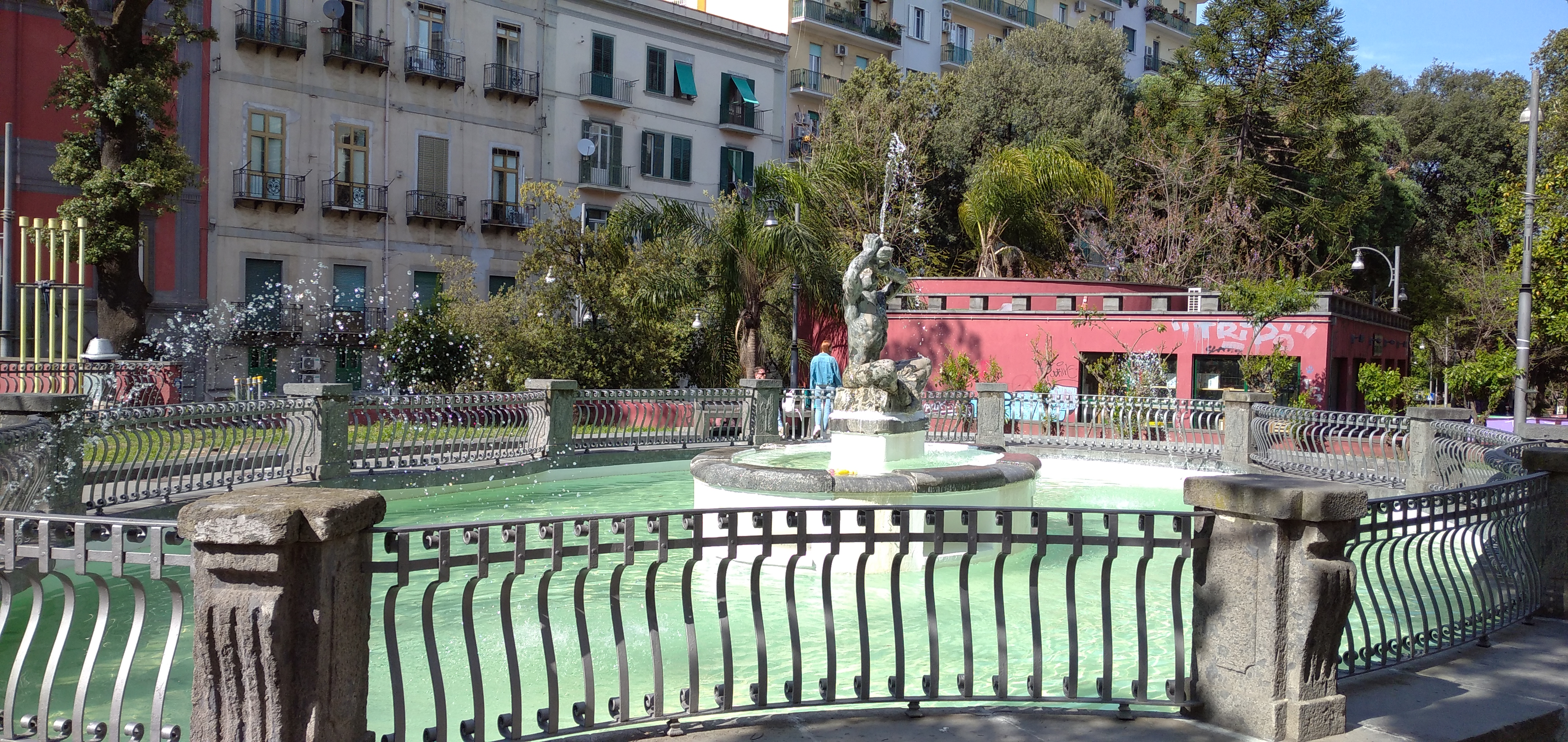
Fontana del Tritone al centro della piazza

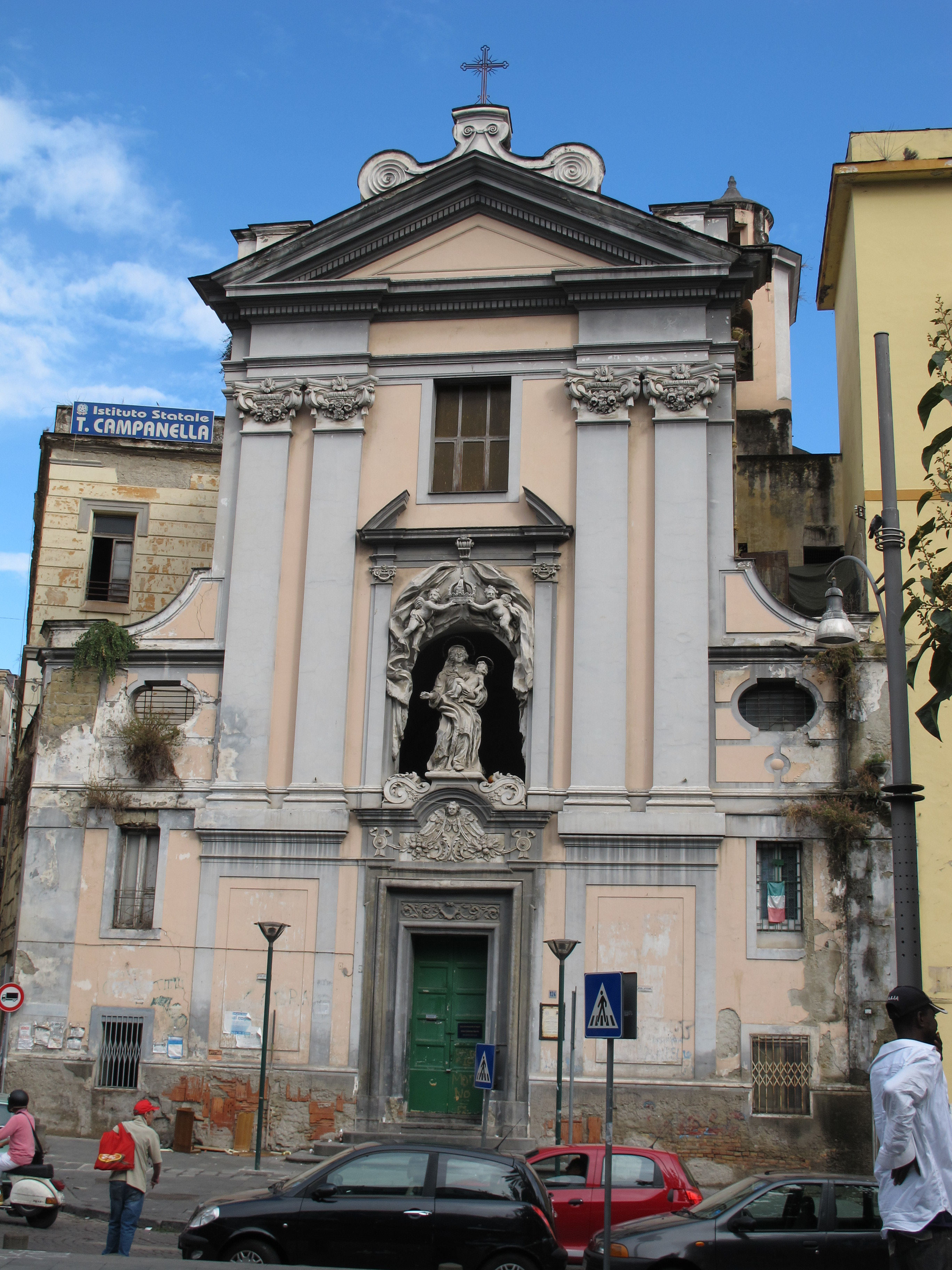
La chiesa di Santa Maria del Rosario alle Pigne

Nel 1812 Gioacchino Murat provvede alla risistemazione di tutto l'asse stradale dal Museo fino all'Albergo dei Poveri e oltre, comportando il riempimento dei fossati del largo e l'adeguamento edilizio delle costruzioni che rendevano angusto il passaggio.
La piazza tuttavia rimase per tutto il XIX secolo un luogo senza forma né ordine: casupole, baracche, botteghe di marmisti e altri mestieri all'aperto pullulavano nella piazza, la quale era anche luogo ideale per l'allestimento di circhi, fiere ed esposizioni di vario genere. Nel 1835 Luigi Malesci risistemò il largo.
Nel 1870 la piazza fu adornata dai giardini che tuttora esistono, ripristinando il verde che era stato rimosso nella figura degli storici pini nel 1730. In questo periodo viene costruita la fontana del Tritone.
Nel 1925 fu costruita la stazione della direttissima, il passante ferroviario che collegava Napoli direttamente con Roma, oggi chiamata linea 2.
Negli anni cinquanta del XX secolo la grande corsa alla ricostruzione della città partorì la cortina di condomìni sul lato meridionale che letteralmente soffocano la chiesa di Santa Maria delle Grazie e il grande edificio al di sotto della collina di Caponapoli.
Quest'ultima costruzione fu progettata da Camillo Guerra e terminata nel 1954. Nei progetti doveva diventare la nuova sede dell'ospedale degli Incurabili, ma per le gigantesche dimensioni fu ritenuta impossibile la funzione ospedaliera, diventando sede di molti istituti scolastici.
I nuovi edifici distrussero la fila di palazzi ottocenteschi la cui bassezza (possedevano massimo due piani) permetteva una visione della superiore collina di Caponapoli e, per quanto riguarda l'edificio di Guerra, delle tracce dell'antica murazione difensiva. La cortina ottocentesca (che è presente anche nel tratto di via Foria tra via Duomo e porta San Gennaro) è intatta dall'edificio in questione fino a via Costantinopoli. Scomparve anche il famoso teatro Partenope, costruito nel 1828 a destra della chiesa di Santa Maria delle Grazie.
Nel 2001 fu aperta presso l'estremo sinistro della piazza la stazione Museo della linea 1 e per l'occasione fu eseguita un'imponente opera di rifacimento dell'arredo urbano e della viabilità.

## Descrizione

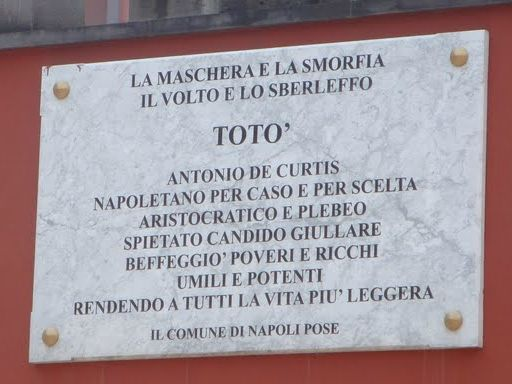
Targa dedicata a Totò

A est si allarga il Museo Archeologico Nazionale ed a sud, invece, vi è l'antica porta onoraria della città, unica delle quattro che ha conservato nel corso del tempo l'affresco di Mattia Preti voluto per la fine della peste del 1656, ovvero la Porta San Gennaro.
In loco si ergono numerosi edifici storici: a sud, prima della porta la chiesa di Santa Maria delle Grazie a Piazza Cavour e il palazzo Montemajor mentre a nord la chiesa di Santa Maria del Rosario alle Pigne, il Palazzo Rosati e il Palazzo Petina. Inoltratisi nella porta è da citare la chiesa del Gesù delle Monache, che doveva diventare il pantheon della famiglia reale aragonese, ormai emarginata con la costituzione del viceregno.
Sul lato nord insiste dietro una comune porta l'ingresso ad una grande cava, in passato resa visitabile.
La piazza, alle cui spalle vi è l'accesso del Rione Sanità, presenta una targa commemorativa posta presso la stazione Museo che ricorda Antonio De Curtis (in arte Totò) il quale, proprio nell'adiacente rione, nacque e crebbe. La targa recita queste parole:

## Trasporti
In piazza sono presenti:
- la stazione di Museo della linea 1 della metropolitana.
- la stazione di Napoli Piazza Cavour, servita dai treni metropolitani della linea 2.

Le due stazioni sono unite tramite un sottopassaggio pedonale con due tapis roulant.
La piazza è facilmente raggiungibile anche grazie ai mezzi pubblici per via della posizione centrale in cui si trova.